# しんぼる
『しんぼる』は、2009年9月12日に公開された日本映画。「松本人志 第二回監督作品」。
キャッチコピーは、「想像もつかない“何か”が起こる…」。

## 概要
2007年公開の第一回監督作品『大日本人』から約2年、松本人志が発表する映画第2作。前作同様に、松本が企画・監督・主演を担当、脚本は松本と高須光聖との共同執筆。
『大日本人』では外国人に見られることを考慮せずに製作していたものの、第60回カンヌ国際映画祭の非公式部門「監督週間」で上映されるなどしたため松本が戸惑ったが、『しんぼる』では、当初から海外も意識し製作された。

## ストーリー
メキシコのとある町に住むプロレスラー、“エスカルゴマン”。彼の妻は、夫がいつもとは様子が違う事に気付く。その原因は、その日の対戦相手が自分より若くて強い“テキーラ・ジョー”である事だけではなく、他に“何か”が起こりそう、という胸騒ぎがしていたからだ。
時同じくして、水玉模様のパジャマを着た、マッシュルームカットの男（松本）は、ふと目を覚ますと、白い壁に囲まれた部屋に閉じこめられていた。男はその部屋から脱出を試みようとする。

## キャスト
- 男 - 松本人志
- エスカルゴマン - デヴィッド・キンテーロ
- ルイス・アッチェネリ
- リリアン・タビア
- カレン - アドリアーナ・フリック
- アントニオ - カルロズ・トレーズ
- イヴァン・ウォン
- ユージン
- Arkangel De La Muerte
- ミステル・カカオ
- ディック・東郷
- サラム・ジャーニュ
- 津堅修 (ツケン・オサム)(Juan Tsuken)
- Stuart-O
- Chris Gurundy
- Nik Sliwerski
- Jonathan Hicks
- Anatoli Krasnov
- Alla Okamoto
- 佐々木大輔
- Martin Sanchez
- Feliciano Lopez Ortiz
- Jorge A. Del Valle
- Edgae Bernal
- Kiyomi Tsuno
- Stefany Barbara Ito
- Alesya Masuda
- Edi Saito
- Yani Yanev
- Oscar James
- Kurt KC Common
- Luis Sartor
- Jorge Diaz

## スタッフ
- 企画・監督：松本人志
- 脚本：松本人志、高須光聖
- 企画協力：高須光聖、長谷川朝二、倉本美津留
- アソシエイトプロデューサー：小西啓介、竹本夏絵
- ラインプロデューサー：代情明彦
- テクニカルディレクター：山口善弘
- 撮影：遠山康之
- VE：さとうまなぶ
- カメラオペレーター：藤本裕武
- 照明：金子康博
- 録音：安藤邦男
- 美術：愛甲悦子、平井淳郎
- 編集：本田吉孝
- キャスティング：元川益暢
- 助監督：志賀研介
- 制作担当：小林一匡
- VFX監督：瀬下寛之
- 音楽プロデューサー：日下好明
- 音楽：清水靖晃
- 制作プロダクション：よしもとクリエイティブ・エージェンシー、ファントム・フィルム、葵プロモーション
- プロデューサー：岡本昭彦
- 配給統括：野田助嗣
- 製作総指揮：白岩久弥
- 製作代表：吉野伊佐男、大﨑洋
- 配給：松竹
- 製作：吉本興業

## 備考
- 2008年9月28日にクランクインし、約4か月かけ撮影。編集作業中の2009年3月19日、沖縄県中頭郡北谷町の「ザ・ビーチタワー沖縄」で製作発表記者会見を開催、19時30分からYahoo! JAPANで生配信された。また公式ウェブサイトも同日20時に開設。
  - 2009年3月19日は、吉本興業が主催する「沖縄国際映画祭」の開幕日であり、また松本は同日21時からの『ダウンタウン超DX in沖縄 初めての生放送で2H根こそぎしゃべりまくりSP』（読売テレビ製作・日本テレビ系列）に生出演するため、その放送前に沖縄での会見となった。
  - 会見にて吉本興業社長（当時）吉野伊佐男は「（松本の映画が）吉本のモノ作りの指標になる」と演説した。
- 『大日本人』では、製作発表から公開まで、作品内容を全面的に伏せたことが話題となったが、『しんぼる』では、2009年3月19日の製作発表で、松本がストーリーや出演者の概要を明らかにした。
- 映画のプロモーションとして、劇中で着ていたパジャマを着用してさまざまな番組に出演した（『恋のから騒ぎ』、『A-Studio』など）。後に松本はこのパジャマにウンザリしていたとのこと。
- 映画情報誌『映画秘宝』において、映画ライターや有名人が選ぶ、2009年劇場上映作品のワースト10を紹介する「トホホ大賞」において第5位にランクインした。
- 映画芸術誌において2009年日本映画ワーストテンで第4位にランクインした。
- スポーツ報知の映画担当記者がその年度最低の映画及び俳優を選ぶ蛇いちご賞において最低作品賞を受賞し、松本も最低監督賞を受賞した。
- フランス政府出資の私立文化施設シネマテーク・フランセーズで、大日本人、さや侍とともに特集上映されることが明らかになった[3]。

## 受賞歴
- 第28回ブリュッセル国際ファンタスティック映画祭
  - オービット・コンペティション/グランプリ
  - インターナショナル・コンペティション/審査員特別賞